# Canton de Champigny-sur-Marne-Ouest
Le canton de Champigny-sur-Marne-Ouest est une ancienne division administrative française située dans le département du Val-de-Marne et la région Île-de-France.
À la suite du redécoupage cantonal de 2014, les cantons concernant Champigny-sur-Marne sont supprimés afin de permettre la création des cantons de Champigny-sur-Marne-1 et de Champigny-sur-Marne-2.

## Histoire
La commune de Champigny-sur-Marne était répartie lors du découpage cantonal mis en place lors de la constitution du département du Val-de-Marne, entre :
- le canton de Champigny-sur-Marne ;
- le canton de Bry-sur-Marne ;
- et le canton de Joinville-le-Pont[1].

Ce découpage est remanié par le décret du 20 janvier 1976, afin de permettre la création des cantons de Champigny-sur-Marne-Est et de Champigny-sur-Marne-Ouest.
Une seconde restructuration a lieu en 1984, où les cantons de Champigny-sur-Marne-Est, Champigny-sur-Marne-Ouest et Chennevières-sur-Marne sont scindés par le décret du 24 décembre 1984, afin de créer : 

- le canton de Champigny-sur-Marne-Centre ;

- le canton de Champigny-sur-Marne-Est ;

- le canton de Champigny-sur-Marne-Ouest ; 

- le canton de Chennevières-sur-Marne ;

- et le canton d'Ormesson-sur-Marne.
Un nouveau découpage territorial du Val-de-Marne entré en vigueur à l'occasion des premières élections départementales suivant le décret du 17 février 2014. Les conseillers départementaux sont, à compter de ces élections, élus au scrutin majoritaire binominal mixte. Les électeurs de chaque canton élisent au Conseil départemental, nouvelle appellation du Conseil général, deux membres de sexe différent, qui se présentent en binôme de candidats. Les conseillers départementaux sont élus pour 6 ans au scrutin binominal majoritaire à deux tours, l'accès au second tour nécessitant 12,5 % des inscrits au 1er tour. En outre, la totalité des conseillers départementaux est renouvelée. Ce nouveau mode de scrutin nécessite un redécoupage des cantons dont le nombre est divisé par deux avec arrondi à l'unité impaire supérieure si ce nombre n'est pas entier impair, assorti de conditions de seuils minimaux. Dans le Val-de-Marne le nombre de cantons passe ainsi de 49 à 25.
Dans ce cadre, le canton est supprimé, et le territoire de la commune de Champigny-sur-Marne est réparti entre les canton de Champigny-sur-Marne-1 et de Champigny-sur-Marne-2

## Représentation
| Période | Période | Identité         | Étiquette | Qualité |
| ------- | ------- | ---------------- | --------- | --- |
| 1976    | 1994    | Guy Poussy       | PCF       | Métallurgiste Conseiller régional (1986-1992) |
| 1994    | 2015    | Christian Favier | PCF       | Conseiller départemental de Champigny-sur-Marne-1 (2015 → ) Président du Conseil Général puis du Conseil départemental (2001 → 2021) Maire-adjoint de Champigny-sur-Marne (1977 → 1989) Sénateur (2011 → 2017) |

## Composition

### Période 1976 - 1984
Le canton de Champigny-sur-Marne-Ouest recouvrait une partie de la commune de Champigny-sur-Marne, délimitée, selon la toponymie du décret de 1976, par « l'axe des voies ci-après: avenue du Général-de-Gaulle, boulevard de Stalingrad, boulevard Aristide-Briand, rue de la République, rue Alexandre-Fourny, rue de l’Égalité, rue du Tunnel, rue Alfred-Grévin,sentier 'des Glaisières, avenue de Cœuilly, et rue du Monument  ».

### Période 1984 - 2015
Le canton remanié était constitué, selon la toponymie du décret de 1984, par « la portion de territoire de la commune de Champigny-sur-Marne située à
l'est d'une ligne définie par l'axe des voies ci-après : rue des Nations (à partir de la limite de la commune de Villiers-sur-Marne), place de l'Union, rue Voltaire, avenue Maurice-Thorez (jusqu'à la limite de la commune de Chennevières-sur-Marne) ».
Le reste de la commune de Champigny-sur-Marne était alors divisé en 3 autres cantons : le canton de Bry-sur-Marne, le canton de Champigny-sur-Marne-Centre (créé en 1984) et le canton de Champigny-sur-Marne-Est.
| Communes                             | Population (2012) | Code postal | Code Insee |
| ------------------------------------ | ----------------- | ----------- | ---------- |
| Champigny-sur-Marne, commune entière | 74 237            | 94 500      | 94 017     |

## Démographie
Le canton, dans sa composition de la période 1984-2015, a eu la variation démographique suivante :
| 1962 | 1968 | 1975 | 1982 | 1990   | 1999   | 2009 |
| ---- | ---- | ---- | ---- | ------ | ------ | ---- |
| -    | -    | -    | -    | 17 867 | 17 106 | -    |